# Anastasija Kuźmina
Anastasija Władimirowna Kuźmina z domu Szypulina (ros. Анастасия Владимировна Кузьмина z d. Шипу́лина, ur. 28 sierpnia 1984 w Tiumeni) – rosyjska biathlonistka, od grudnia 2008 roku reprezentująca Słowację. Sześciokrotna medalistka olimpijska i trzykrotna medalistka mistrzostw świata.

## Kariera
Po raz pierwszy na arenie międzynarodowej pojawiła się w 2002 roku, startując na mistrzostwach świata juniorów w Val Ridanna. Zajęła tam ósme miejsce w sprincie, piąte w biegu pościgowym i 20. w biegu indywidualnym, a razem z koleżankami zdobyła srebrny medal w sztafecie. Podczas rozgrywanych rok później mistrzostw świata juniorów w Kościelisku była druga w biegach pościgowym i indywidualnym, a w sztafecie zdobyła złoty medal. Zdobyła ponadto srebrny medal w sztafecie na mistrzostwach świata juniorów w Haute Maurienne w 2004 roku oraz złoto w sztafecie i brąz w sprincie podczas mistrzostw świata juniorów w Kontiolahti rok później.
W Pucharze Świata zadebiutowała 7 stycznia 2006 roku w Oberhofie, zajmując 63. miejsce w sprincie. Pierwsze punkty wywalczyła 29 listopada 2006 roku w Östersund, gdzie zajęła 13. miejsce w biegu pościgowym. Pierwszy raz na podium zawodów pucharowych stanęła 22 lutego 2009 roku w Pjongczang, gdzie bieg masowy ukończyła na drugiej pozycji. W zawodach tych rozdzieliła Rosjankę Olgę Zajcewą i Helenę Ekholm ze Szwecji. W kolejnych startach jeszcze 33 razy stawała na podium, odnosząc przy tym 16 zwycięstw: 13 lutego 2010 roku w Whistler, 10 grudnia 2010 roku w Hochfilzen, 17 stycznia 2013 roku w Anterselvie, 14 grudnia 2017 roku w Annecy, 4 stycznia 2018 roku w Oberhofie, 15 marca 2018 roku w Oslo, 17 stycznia 2019 roku w Oberhofie i 8 marca 2019 roku w Östersund wygrywała sprinty, 19 marca 2011 roku w Oslo, 22 marca 2014 roku w Oslo, 9 grudnia 2017 roku w Hochfilzen i 6 stycznia 2018 roku w Oberhofie była najlepsza w biegach pościgowych, a 23 marca 2014 roku w Oslo i 23 grudnia 2018 roku w Novym Měscie triumfowała w biegach masowych. Najlepsze wyniki osiągnęła w sezonie 2017/2018, kiedy zajęła drugie miejsce w klasyfikacji generalnej, za Kaisą Mäkäräinen z Finlandii. W tym samym sezonie zwyciężyła też w klasyfikacjach sprintu i biegu pościgowego. Sezon 2018/2019 ukończyła na trzecim miejscu, za dwiema Włoszkami: Dorotheą Wierer i Lisą Vittozzi. Zwyciężyła ponownie w klasyfikacji sprintu, a w biegu pościgowym była trzecia. Ponadto w sezonie 2013/2014 była trzecia w klasyfikacjach biegu indywidualnego i masowego.
Pierwszy medal wśród seniorek wywalczyła w 2009 roku, zajmując drugie miejsce w biegu masowym podczas mistrzostw świata w Pjongczangu. Na rozgrywanych dwa lata później mistrzostwach świata w Chanty-Mansyjsku była trzecia w sprincie, ulegając tylko Mäkäräinen i Niemce Magdalenie Neuner. W zawodach tego cyklu wywalczyła ponadto złoty medal w sprincie na mistrzostwach świata w Östersund w 2019 roku, wyprzedzając Norweżkę Ingrid Landmark Tandrevold i Niemkę Laurę Dahlmeier. Blisko kolejnego medalu była podczas rozgrywanych w 2013 roku mistrzostw świata w Novym Měscie, gdzie była czwarta w biegu indywidualnym. Walkę o podium przegrała tam z Wałentyną Semerenko z Ukrainy.
W 2010 roku wystartowała na igrzyskach olimpijskich w Vancouver, gdzie zdobyła dwa medale. Najpierw zwyciężyła w sprincie, zdobywając pierwszy w historii złoty medal olimpijski w tym sporcie dla Słowacji. Wyprzedziła tam Magdalenę Neuner i Francuzkę Marie Dorin Habert. Następnie zajęła drugie miejsce w biegu pościgowym, w którym wyprzedziła ją Neuner. Na rozgrywanych cztery lata później igrzyskach w Soczi ponownie zwyciężyła w sprincie, zostając pierwszą w historii biathlonistką, która obroniła tytuł mistrzyni olimpijskiej. W biegu pościgowym była tym razem szósta. Brała także udział w igrzyskach olimpijskich w Pjongczangu w 2018 roku, gdzie zdobyła kolejne 3 medale. Najpierw zajęła drugie miejsce w biegu pościgowym, rozdzielając Dahlmeier i Francuzkę Anaïs Bescond. Następnie drugie miejsce zajęła też w biegu indywidualnym, ulegając Szwedce Hannie Öberg. Ponadto zwyciężyła w biegu masowym, zdobywając kolejny pierwszy w historii złoty medal olimpijski w tej konkurencji dla Słowacji. Pozostałe miejsca na podium zajęły Darja Domraczewa z Białorusi i Norweżka Tiril Eckhoff.
W 2019 roku zakończyła karierę.

## Życie prywatne
Jej brat Anton Szypulin był rosyjskim biathlonistą, natomiast mąż – Daniel Kuźmin – to były biegacz narciarski występujący w barwach Izraela, który był jej osobistym trenerem przygotowującym ją do ZIO 2010, ma z nim syna Jelisieja, oraz córkę Oliwię. Mieszka w Bańskiej Bystrzycy. Z zawodu jest policjantką. Została wybrana najlepszym sportowcem roku na Słowacji w latach 2010, 2014 i 2018.

## Osiągnięcia

### Igrzyska olimpijskie
| Rok  | Miejscowość | Konkurencje | Konkurencje | Konkurencje | Konkurencje | Konkurencje | Konkurencje | Konkurencje |
| Rok  | Miejscowość | IN          | SP          | PU          | MS          | RL          | MR          | SR          |
| ---- | ----------- | ----------- | ----------- | ----------- | ----------- | ----------- | ----------- | ----------- |
| 2010 | Vancouver   | 39.         | 1.          | 2.          | 8.          | 13.         | nd.         | nd.         |
| 2014 | Soczi       | 27.         | 1.          | 6.          | 26.         | –           | 5.          | nd.         |
| 2018 | Pjongczang  | 2.          | 13.         | 2.          | 1.          | 5.          | 20.         | nd.         |

### Mistrzostwa świata
| Rok  | Miejscowość          | Konkurencje | Konkurencje | Konkurencje | Konkurencje | Konkurencje | Konkurencje | Konkurencje |
| Rok  | Miejscowość          | IN          | SP          | PU          | MS          | RL          | MR          | SR          |
| ---- | -------------------- | ----------- | ----------- | ----------- | ----------- | ----------- | ----------- | ----------- |
| 2009 | Pjongczang           | 29.         | 7.          | 17.         | 2.          | 13.         | 10.         | nd.         |
| 2010 | Chanty-Mansyjsk      | nd.         | nd.         | nd.         | nd.         | nd.         | 14.         | nd.         |
| 2011 | Chanty-Mansyjsk      | 9.          | 3.          | 6.          | 10.         | 7.          | 12.         | nd.         |
| 2012 | Ruhpolding           | 10.         | 10.         | 19.         | 8.          | 8.          | 7.          | nd.         |
| 2013 | Nové Město na Moravě | 4.          | 17.         | 14.         | 15.         | 8.          | 7.          | nd.         |
| 2017 | Hochfilzen           | –           | 8.          | 13.         | 22.         | 8.          | –           | nd.         |
| 2019 | Östersund            | 58.         | 1.          | 6.          | 28.         | 6.          | –           | –           |
| 2024 | Nové Město           | –           | 61.         | –           | –           | 20.         | 16.         | –           |
| 2025 | Lenzerheide          | 52.         | 33.         | 32.         | –           | 6.          | 12.         | –           |

### Mistrzostwa świata juniorów
| Rok  | Miejscowość     | Konkurencje | Konkurencje | Konkurencje | Konkurencje | Konkurencje | Konkurencje | Konkurencje |
| Rok  | Miejscowość     | IN          | SP          | PU          | MS          | RL          | MR          | SR          |
| ---- | --------------- | ----------- | ----------- | ----------- | ----------- | ----------- | ----------- | ----------- |
| 2002 | Val Ridanna     | 20.         | 8.          | 5.          | nd.         | 2.          | nd.         | nd.         |
| 2003 | Kościelisko     | 2.          | 17.         | 2.          | nd.         | 1.          | nd.         | nd.         |
| 2004 | Haute Maurienne | 24.         | 14.         | 6.          | nd.         | 2.          | nd.         | nd.         |
| 2005 | Kontiolahti     | 5.          | 3.          | 4.          | nd.         | 1.          | nd.         | nd.         |

### Puchar Świata

#### Miejsca w klasyfikacji generalnej
| Sezon     | Miejsce           |
| --------- | ----------------- |
| 2005/2006 | -                 |
| 2006/2007 | 61.               |
| 2008/2009 | 30.               |
| 2009/2010 | 20.               |
| 2010/2011 | 9.                |
| 2011/2012 | 10.               |
| 2012/2013 | 7.                |
| 2013/2014 | 6.                |
| 2014/2015 | nie startowała    |
| 2015/2016 | nie startowała    |
| 2016/2017 | 40.               |
| 2017/2018 | 2.                |
| 2018/2019 | 3.                |
| 2023/2024 | niesklasyfikowana |
| 2024/2025 | 74.               |

#### Zwycięstwa w zawodach PŚ
| Lp. | Dzień       | Rok  | Miejscowość          | Konkurencja             | Pudła   | Czas biegu | Przypisy |
| --- | ----------- | ---- | -------------------- | ----------------------- | ------- | ---------- | -------- |
| 1.  | 13 lutego   | 2010 | Whistler             | Sprint na 7,5 km        | 1+0     | 19:55,6    | IO       |
| 2.  | 10 grudnia  | 2010 | Hochfilzen           | Sprint na 7,5 km        | 0+0     | 25:30,6    | –        |
| 3.  | 19 marca    | 2011 | Oslo                 | Bieg pościgowy na 10 km | 0+2+1+0 | 34:42,5    | –        |
| 4.  | 17 stycznia | 2013 | Anterselva           | Sprint na 7,5 km        | 0+0     | 20:28,6    | –        |
| 5.  | 22 marca    | 2014 | Oslo                 | Bieg pościgowy na 10 km | 1+0+1+0 | 30:29,1    | –        |
| 6.  | 23 marca    | 2014 | Oslo                 | Bieg masowy na 12,5 km  | 1+2+1+0 | 39:44,8    | –        |
| 7.  | 9 grudnia   | 2017 | Hochfilzen           | Bieg pościgowy na 10 km | 1+0+0+0 | 34:31,2    | –        |
| 8.  | 14 grudnia  | 2017 | Annecy               | Sprint na 7,5 km        | 0+0     | 20:50,6    | –        |
| 9.  | 4 stycznia  | 2018 | Oberhof              | Sprint na 7,5 km        | 1+0     | 22:23,7    | –        |
| 10. | 6 stycznia  | 2018 | Oberhof              | Bieg pościgowy na 10 km | 0+1+1+0 | 30:49,5    | –        |
| 11. | 15 marca    | 2018 | Oslo                 | Sprint na 7,5 km        | 1+0     | 21:31,8    | –        |
| 12. | 23 grudnia  | 2018 | Nové Město na Moravě | Bieg masowy na 12,5 km  | 1+0+0+1 | 35:34,4    | –        |
| 13. | 17 stycznia | 2019 | Oberhof              | Sprint na 7,5 km        | 0+0     | 19:15,1    | –        |
| 14. | 8 marca     | 2019 | Östersund            | Sprint na 7,5 km        | 1+0     | 22:17,5    | –        |

#### Miejsca na podium zawodów PŚ
| Lp. | Dzień        | Rok  | Miejscowość          | Konkurencja                | Lokata | Pudła   | Czas biegu | Strata | Zwycięzca          |
| --- | ------------ | ---- | -------------------- | -------------------------- | ------ | ------- | ---------- | ------ | ------------------ |
| 1.  | 22 lutego    | 2009 | Pjongczang           | Bieg masowy na 12,5 km     | 2.     | 0+0+1+1 | 34:25,8    | + 7,5  | Olga Zajcewa       |
| 2.  | 17 grudnia   | 2009 | Pokljuka             | Bieg indywidualny na 15 km | 3.     | 1+0+0+0 | 43:31,4    | + 27,3 | Helena Jonsson     |
| 3.  | 13 lutego    | 2010 | Whistler             | Sprint na 7,5 km           | 1.     | 1+0     | 19:55,6    | –      | –                  |
| 4.  | 16 lutego    | 2010 | Whistler             | Bieg pościgowy na 10 km    | 2.     | 0+1+1+0 | 30:28,3    | + 12,3 | Magdalena Neuner   |
| 5.  | 27 marca     | 2010 | Chanty-Mansyjsk      | Bieg masowy na 12,5 km     | 3.     | 0+0+0+1 | 36:43,6    | + 23,6 | Magdalena Neuner   |
| 6.  | 10 grudnia   | 2010 | Hochfilzen           | Sprint na 7,5 km           | 1.     | 0+0     | 25:30,6    | –      | –                  |
| 7.  | 18 grudnia   | 2010 | Pokljuka             | Sprint na 7,5 km           | 2.     | 0+1     | 23:16,4    | +11,2  | Magdalena Neuner   |
| 8.  | 21 stycznia  | 2011 | Anterselva           | Sprint na 7,5 km           | 2.     | 0+1     | 20:37,2    | + 29,1 | Tora Berger        |
| 9.  | 5 marca      | 2011 | Chanty-Mansyjsk      | Sprint na 7,5 km           | 3.     | 0+1     | 21:11,2    | + 40,0 | Magdalena Neuner   |
| 10. | 19 marca     | 2011 | Oslo                 | Bieg pościgowy na 10 km    | 1.     | 0+2+1+0 | 34:42,5    | –      | –                  |
| 11. | 22 stycznia  | 2012 | Anterselva           | Bieg masowy na 12,5 km     | 2.     | 0+0+0+1 | 35:28,8    | + 25,2 | Darja Domraczawa   |
| 12. | 17 stycznia  | 2013 | Anterselva           | Sprint na 7,5 km           | 1.     | 0+0     | 20:28,6    | –      | –                  |
| 13. | 1 marca      | 2013 | Oslo                 | Sprint na 7,5 km           | 3.     | 1+1     | 22:02,1    | + 30,9 | Tora Berger        |
| 14. | 2 marca      | 2013 | Oslo                 | Bieg pościgowy na 10 km    | 3.     | 1+0+2+1 | 32:57,3    | + 45,1 | Tora Berger        |
| 15. | 3 marca      | 2013 | Oslo                 | Bieg masowy na 12,5 km     | 2.     | 0+2+0+0 | 37:04,2    | + 5,4  | Tora Berger        |
| 16. | 9 marca      | 2013 | Soczi                | Sprint na 7,5 km           | 2.     | 1+0     | 25:38,9    | + 10,2 | Magdalena Gwizdoń  |
| 17. | 28 listopada | 2013 | Östersund            | Bieg indywidualny na 15 km | 2.     | 0+2+0+0 | 47:57,2    | + 1,2  | Gabriela Soukalová |
| 18. | 22 marca     | 2014 | Oslo                 | Bieg pościgowy na 10 km    | 1.     | 1+0+1+0 | 30:29,1    | –      | –                  |
| 19. | 23 marca     | 2014 | Oslo                 | Bieg masowy na 12,5 km     | 1.     | 1+2+1+0 | 39:44,8    | –      | –                  |
| 20. | 8 grudnia    | 2017 | Hochfilzen           | Sprint na 7,5 km           | 2.     | 1+0     | 23:02,3    | + 22,1 | Darja Domraczawa   |
| 21. | 9 grudnia    | 2017 | Hochfilzen           | Bieg pościgowy na 10 km    | 1.     | 1+0+0+0 | 34:31,2    | –      | –                  |
| 22. | 14 grudnia   | 2017 | Annecy               | Sprint na 7,5 km           | 1.     | 0+0     | 20:59,6    | –      | –                  |
| 23. | 16 grudnia   | 2017 | Annecy               | Bieg pościgowy na 10 km    | 2.     | 3+0+0+1 | 30:23,9    | + 14,0 | Laura Dahlmeier    |
| 24. | 4 stycznia   | 2018 | Oberhof              | Sprint na 7,5 km           | 1.     | 1+0     | 22:23,7    | –      | –                  |
| 25. | 6 stycznia   | 2018 | Oberhof              | Bieg pościgowy na 10 km    | 1.     | 0+1+1+0 | 30:49,5    | –      | –                  |
| 26. | 21 stycznia  | 2018 | Anterselva           | Bieg masowy na 12,5 km     | 2.     | 1+1+0+1 | 40:35,8    | + 11,8 | Daria Domraczewa   |
| 27. | 15 marca     | 2018 | Oslo                 | Sprint na 7,5 km           | 1.     | 1+0     | 21:31,8    | –      | –                  |
| 28. | 18 marca     | 2018 | Oslo                 | Bieg pościgowy na 10 km    | 2.     | 0+2+2+0 | 30:46,6    | + 9,2  | Daria Domraczewa   |
| 29. | 23 grudnia   | 2018 | Nové Město na Moravě | Bieg masowy na 12,5 km     | 1.     | 1+0+0+1 | 35:34,4    | –      | –                  |
| 30. | 12 stycznia  | 2019 | Oberhof              | Bieg pościgowy na 10 km    | 2.     | 2+1+1+0 | 32:47,4    | + 14,5 | Lisa Vittozzi      |
| 31. | 17 stycznia  | 2019 | Ruhpolding           | Sprint na 7,5 km           | 1.     | 0+0     | 19:15,1    | –      | –                  |
| 32. | 8 marca      | 2019 | Östersund            | Sprint na 7,5 km           | 1.     | 0+0     | 22:17,5    | –      | –                  |